# Pogonioefferia parkeri
Pogonioefferia parkeri là một loài ruồi trong họ Asilidae. Pogonioefferia parkeri được Wilcox miêu tả năm 1966. Loài này phân bố ở vùng Tân Bắc giới.